# Otnurok (dieriewnia)
Otnurok (ros. Отнурок) – wieś (dieriewnia) w Rosji, w Baszkortostanie, w rejonie biełorieckim. W 2010 liczyła 5 mieszkańców.